# El Santo contre les tueurs de la Mafia
Série
Santo vs. los cazadores de cabezas
(1971) Santo en la venganza de las mujeres vampiro
(1970)
Pour plus de détails, voir Fiche technique et Distribution.
El Santo contre les tueurs de la Mafia (Santo frente a la muerte) est un film mexicain de 1972 de Fernando Orozco. C'est le vingt-sixième film de la série des Santo, el enmascarado de plata.

## Fiche technique
- Titre original : Santo frente a la muerte
- Titre alternatif : Santo contra los asesinos de la Mafia
- Titre français : El Santo contre les tueurs de la Mafia
- Titre anglais ou international : Santo Faces Death
- Réalisation : Fernando Orozco
- Scénario : Fernando Orozco et Manuel Bengoa
- Photographie : Juan Manuel Herrera
- Montage : Reynaldo P. Portillo et Antonio Graciani fils
- Musique : José Espeita, Daniel White
- Production : Fernando Orozco, Juan José Ortega
- Société(s) de production : Fonexsa Films, Tusisa Films
- Pays d’origine :  Mexique
- Langue originale : espagnol
- Format : couleur (Eastmancolor) — 35 mm — son Mono
- Genre : action, aventure, policier
- Durée : 90 minutes
- Dates de sortie :
  - Mexique : 7 décembre 1972
  - France : 14 décembre 1973[2]

## Distribution
- Santo : El Santo
- Johana Aloha
- Frank Braña
- Ramiro Corso
- Mara Cruz
- Nelson Cuéllar
- Elsa Cárdenas
- César del Campo
- William Gavin
- Jimeno González
- Antonio Granados
- Ángel Menéndez
- Luciano Merchan
- Guillermo Morales
- Fernando Osés
- Antonio Pica